# 虚空藏菩萨

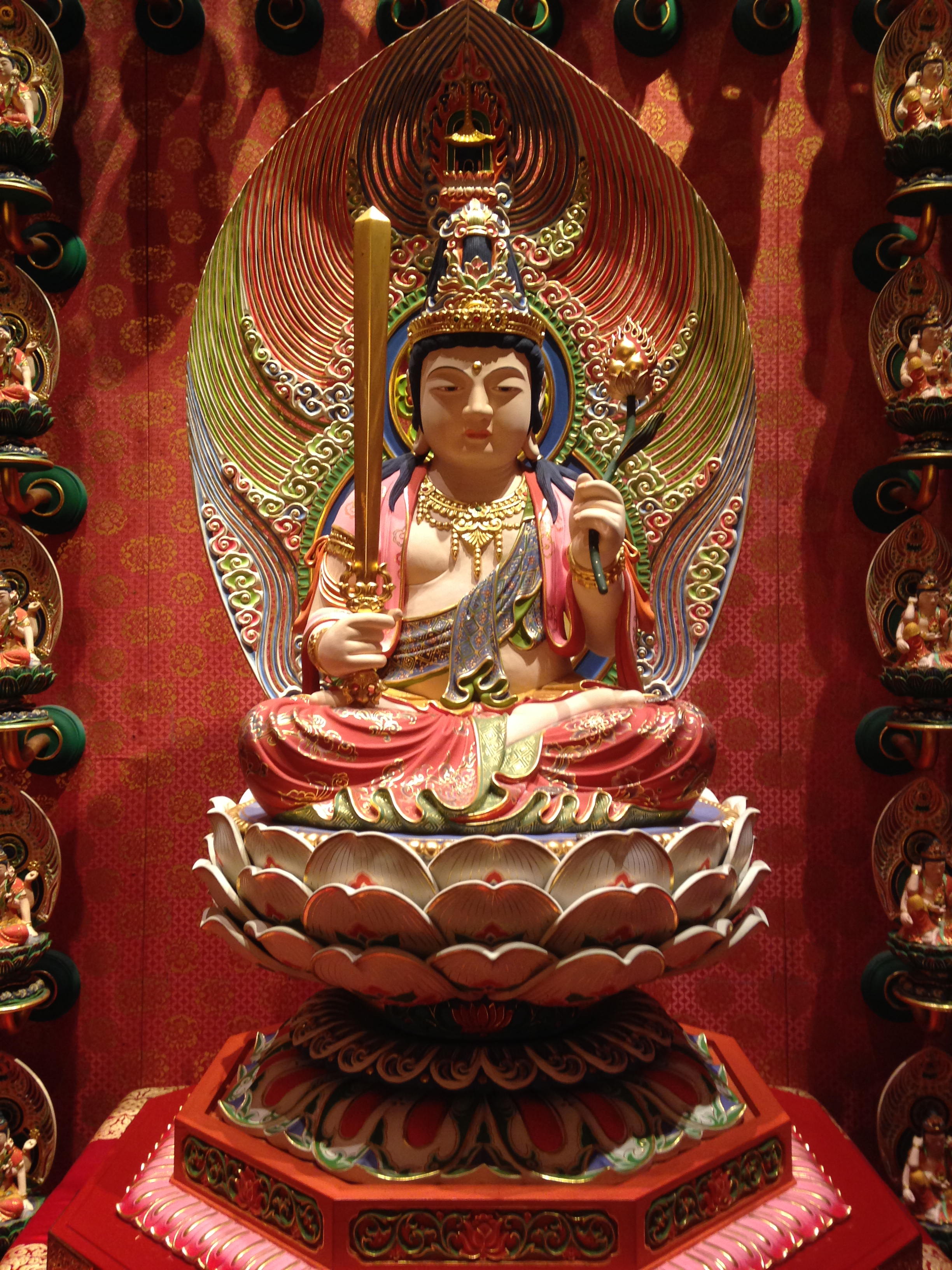
虛空藏菩薩像，新加坡佛牙寺龙华院

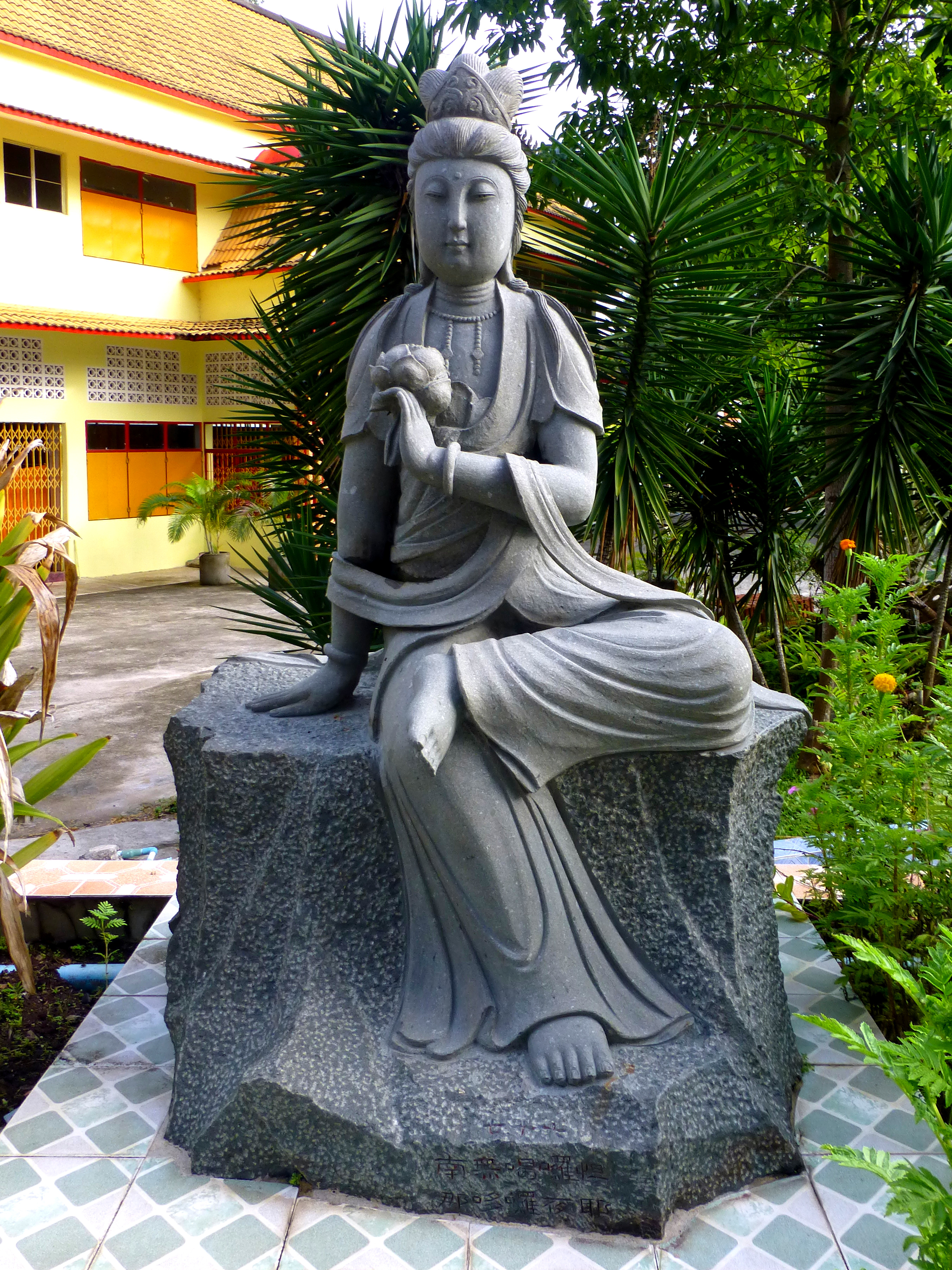
虚空藏菩萨像，泰国宋卡府龙象山寺

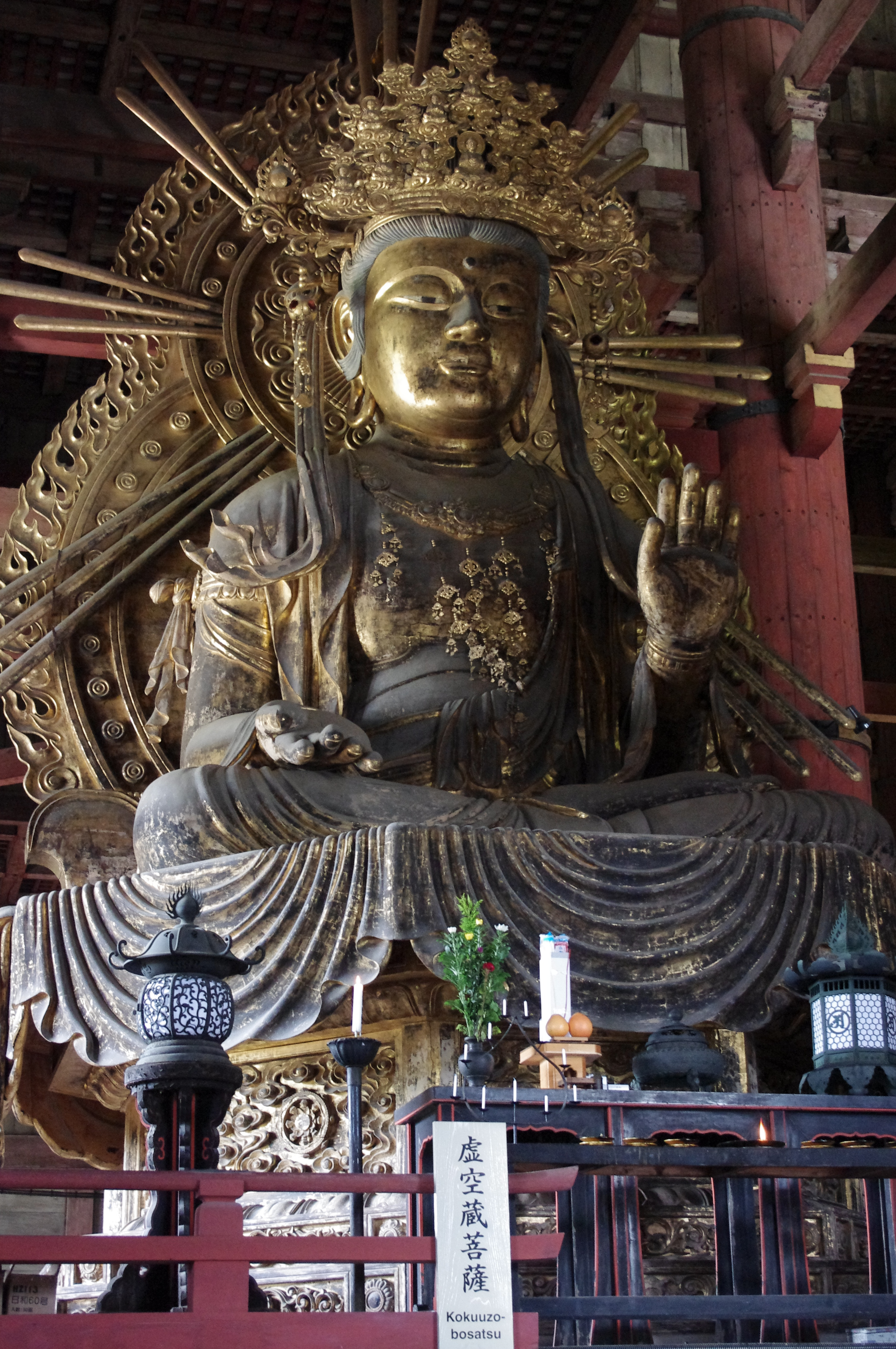
虛空藏菩薩像，東大寺

虛空藏菩薩摩訶薩（羅馬化：Ākāśagarbha bodhisattva mahāsattva），ākāśa 虛空、蒼穹，garbha 胎藏，亦譯虛空孕，密號如意金剛、庫藏金剛等，大乘佛教八大菩薩之一。按經述，虛空藏菩薩橫空出世、凌駕群雄、心包太虛、量周沙界、光照萬宇、德被億眾、慈悲恒發、威力無窮，記憶力如虛空浩瀚無垠。與代表大地的地藏菩薩互為呼應。為密宗胎藏界壇城虛空藏院之中尊，金剛界壇城賢劫十六尊之一。

## 形像特點
《虛空藏菩薩經》等經中說祂常住於一切香集世界，其智慧廣大如虛空，其財富遍滿三界，能滿足信眾求智慧、財富、美名、美滿眷屬之願望。常被塑化成頭戴五佛冠，右手握散發火焰寶劍，左手持上有滿願如意珠之開敷蓮花的形像。此菩薩所提供求聞持法相傳隨求即得成就，信眾常修法祈禱祂加持，其中尤以唐密八祖、東密開祖遍照空海之應驗事蹟最為著名，以得增強記憶、見聞不忘之能力。
在《大樂金剛不空真實三昧耶經般若波羅蜜多理趣釋》卷下，唐 不空法師提到：一切三界主如來者：寶生佛也。寶生之變化，則虛空藏菩薩是也。

## 相關經典
有許多佛經是以虛空藏菩薩為主角：
- 《大集大虚空藏菩薩所問經》 (Ārya Gaganagañja Paripṛcchā Nāma Mahāyāna Sūtra T.0404)
- 《虛空藏菩薩經》 (Ākāśagarbha Bodhisattva Sūtra T.405)
- 《佛説虚空藏菩薩神呪經》(Buddha Speaks the Ākāśagarbha Bodhisattva Dhāraṇī Sūtra T.406)
- 《虛空藏菩薩神呪經》(Ākāśagarbha Bodhisattva Dhāraṇī Sūtra T.0407)
- 《虛空孕菩薩經》 (Ākāśagarbha Bodhisattva Sūtra T.0408)
- 《觀虚空藏菩薩經 》(The Meditation on Ākāśagarbha Bodhisattva Sūtra T.0409)
- 《虚空藏菩薩能滿諸願最勝心陀羅尼求聞持法》(The Method of the Victorious, Essential Dharāṇi for Having Wishes Heard by the Bodhisattva Space-Store  Who Can Fulfill Requests T.1145)
- 《大虚空藏菩薩念誦法》 (The Method of Invoking the Great Ākāśagarbha Bodhisattva  T.1146)
- 《聖虛空藏菩薩陀羅尼經》 (Dhāraṇī of the Space-Store Bodhisattva T.1147)
- 《佛説虚空藏陀羅尼》 (Buddha Speaks the Ākāśagarbha Dharāṇi　T.1148)
- 《五大虚空藏菩薩速疾大神驗祕密式經》(The Five Great Ākāśagarbha Bodhisattvas Sūtra T.1149)
- 《虛空藏菩薩問七佛陀羅尼呪經》(Ārya Saptabuddhaka Sūtra or Dhāraṇī of the Space-Store Bodhisattvaʼs Questions to Seven Buddhas T.1333)
- 《如來方便善巧呪經》 (Incantation of the Tathāgatas' Skillful Means T.1334)

另外，虛空藏菩薩也有出現在地藏菩薩本願經內，詢問聽聞地藏菩薩經典及名字的功德福利

### 引用
1. ↑  . 大正新脩大藏經. 大藏出版株式會社.   [2017-11-14]. （原始内容存档于2020-08-09）. 「復次善男子！若有眾生樂欲讀誦種種書論欲伏眾生，所謂彼論或是佛說、或菩薩說、或聲聞說、或世人說。是人應於後夜淨自洗浴著新潔衣，燒堅黑沈水及多伽羅香，於一切眾生起慈悲心，向於東方至心合掌，稱虛空藏菩薩摩訶薩名，而便誦此陀羅尼呪：「『阿禰(奴履反)邏闍鞞(步倪反，下皆同)鈐(巨耽反)浮娑闍鞞耶婆奈闍鞞　博廁(初器反)娑迷(莫隸反，吳音讀之)波吒(張伽反)邏闍鞞　他奈婆邏鞞　薩(始達反)多羅伽(已佐反)邏泥(奴帝反)休磨(武佐反，下皆同)休磨　摩訶伽樓尼迦　娑婆呵』「善男子！是虛空藏菩薩摩訶薩，即令彼人得於憶持不忘之力。
2. ↑  . 大正新脩大藏經. 大藏出版株式會社.   [2023-02-15]. （原始内容存档于2022-01-26）. 時婆伽梵如前釋已。一切三界主如來者。寶生佛也。寶生之變化。則虛空藏菩薩是也。
3. ↑  . 大正新脩大藏經. 大藏出版株式會社.   [2023-02-15]. （原始内容存档于2022-08-15）. 說是語時，會中有一菩薩，名虛空藏，白佛言：「世尊！我自至忉利，聞於如來讚歎地藏菩薩威神勢力，不可思議。未來世中，若有善男子、善女人，乃及一切天龍，聞此經典，及地藏名字，或瞻禮形像，得幾種福利？唯願世尊，為未來現在一切眾等，略而說之。」

### 來源
- 《虛空藏菩薩神咒經》
- 陳兵 編：《新編佛教詞典》

## 外部連結
《佛學大辭典》丁福保編 （页面存档备份，存于）
 （页面存档备份，存于）
〈虛空藏菩薩讚文〉 （页面存档备份，存于）
《虛空藏菩薩經》CBETA （页面存档备份，存于）
《觀虛空藏菩薩經》CBETA （页面存档备份，存于）
《大集大虛空藏菩薩所問經》CBETA （页面存档备份，存于）
《大方等大集經 虛空藏品第八之一所問品第一》CBETA （页面存档备份，存于）
《大通方廣懺悔滅罪莊嚴成佛經 卷中》CBETA （页面存档备份，存于）